# Линтгассе
Линтгассе (нем. Lintgasse) — переулок в Старом городе Кёльна (Германия), между площадями Альтер Маркт и Фишмаркт. Это пешеходная зона длиной всего около 130 метров, тем не менее известная своей средневековой историей.

## Общая характеристика
Линтгассе впервые упоминается в XII веке как «в Линтгаццин» (in Lintgazzin), что, возможно, произошло от корзиноделов, плетущих рыбные корзины из коры липы. Этих мастеров звали «Линдслизер» (Lindslizer), что означает «расщепляющих липу». В средние века этот район также был известен как «platēa subri» или «platēa suberis», что означает «улица пробкового дуба» (Quercus suber).
Здания на Линтгассе с №№ 8 по 14 раньше были жилищами средневековых рыцарей, о чём до сих пор можно судить по таким примечательныи знакам на зданиях, как «Zum Huynen», «Zum Ritter» или «Zum Gir». На Линтгассе, 15 когда-то располагался приход Св. Бригитты, который в XIX веке стал начальной школой. В то время переулок Линтгассе назывался «Вонючий-Линкгас» (Stink-Linkgaß), так как переулок был непопулярен из-за плохого качества воздуха.
По адресу Линтгассе 9 существует проход к близлежащей церкви Большого Св. Мартина. На углу улиц Альтер Маркт и Линтгассе стоит здание Гаффель-Хаус «Цур Брецель» (Zur Brezel), внесённый в список памятников архитектуры города. Пивоварня представляет собой 7-этажный таунхаус в стиле голландского ренессанса, построенный в 1213 году, но существенно расширенный в 1580 году. Здание сыграло важную роль в истории Кёльна и было преобразовано в пивное заведение только в конце XIX века.

## Галерея

Виды Линтгассе
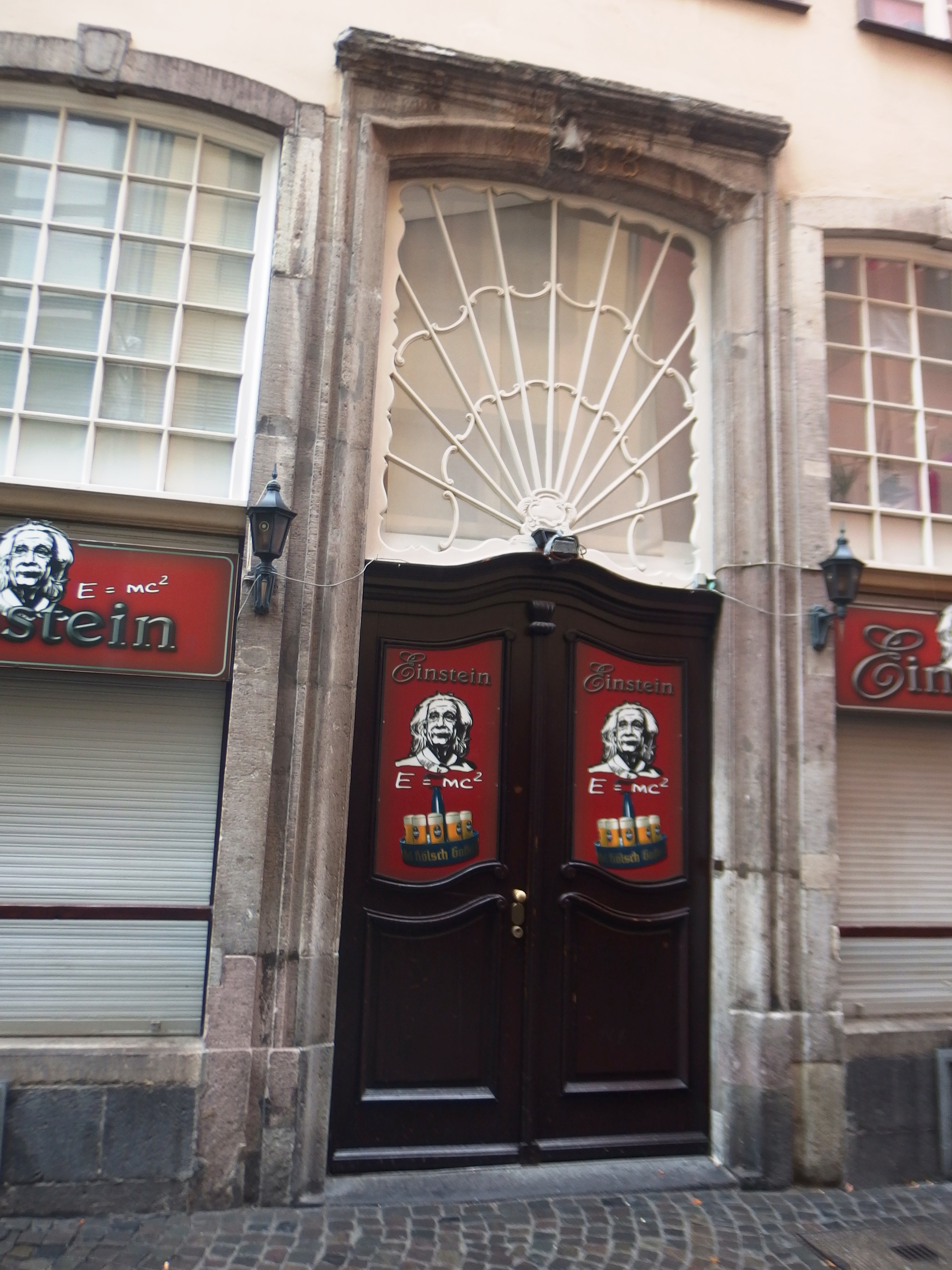
Линтгассе, 4
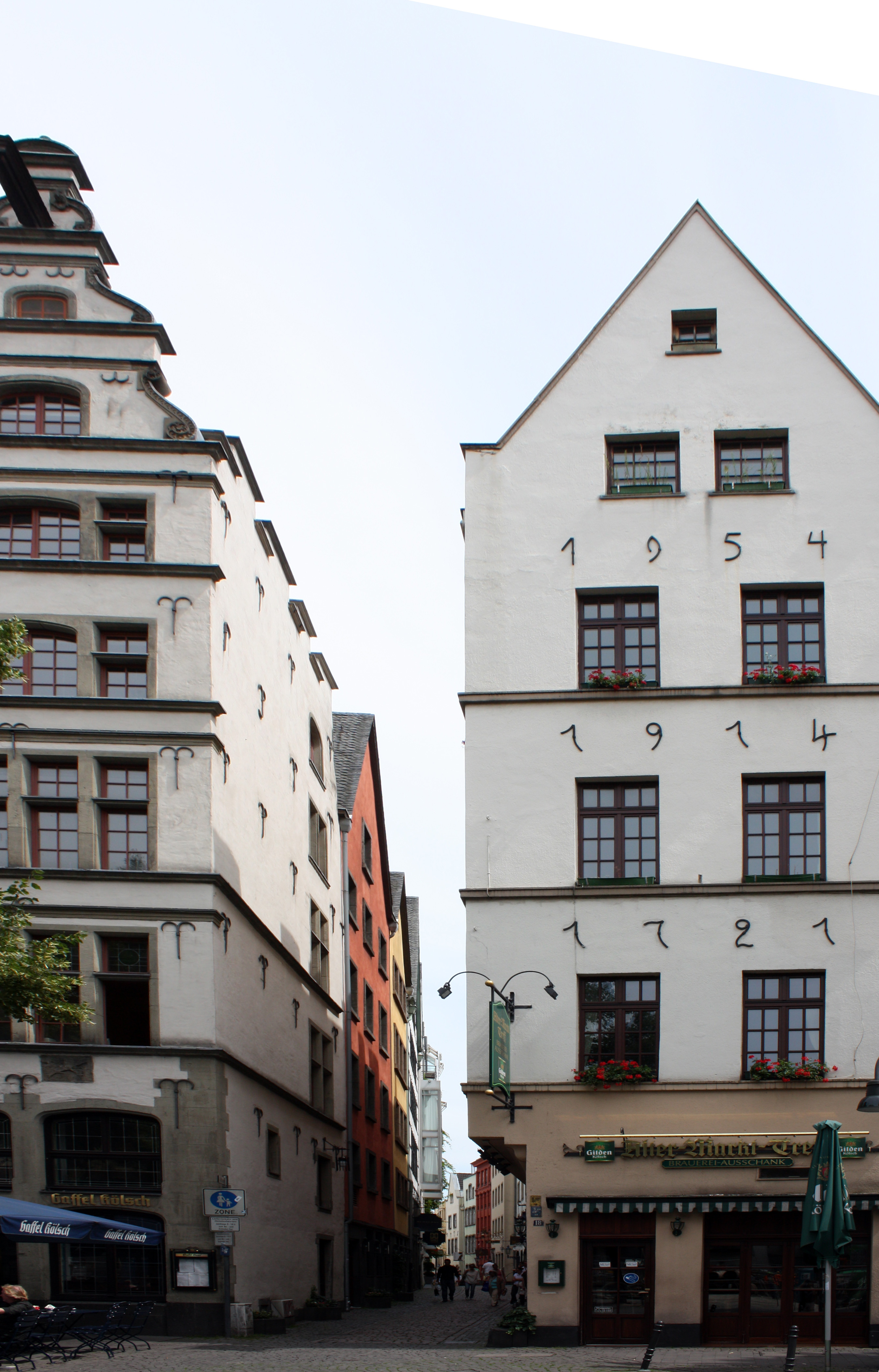
Вход в Линтгассе со стороны Старой рыночной площади
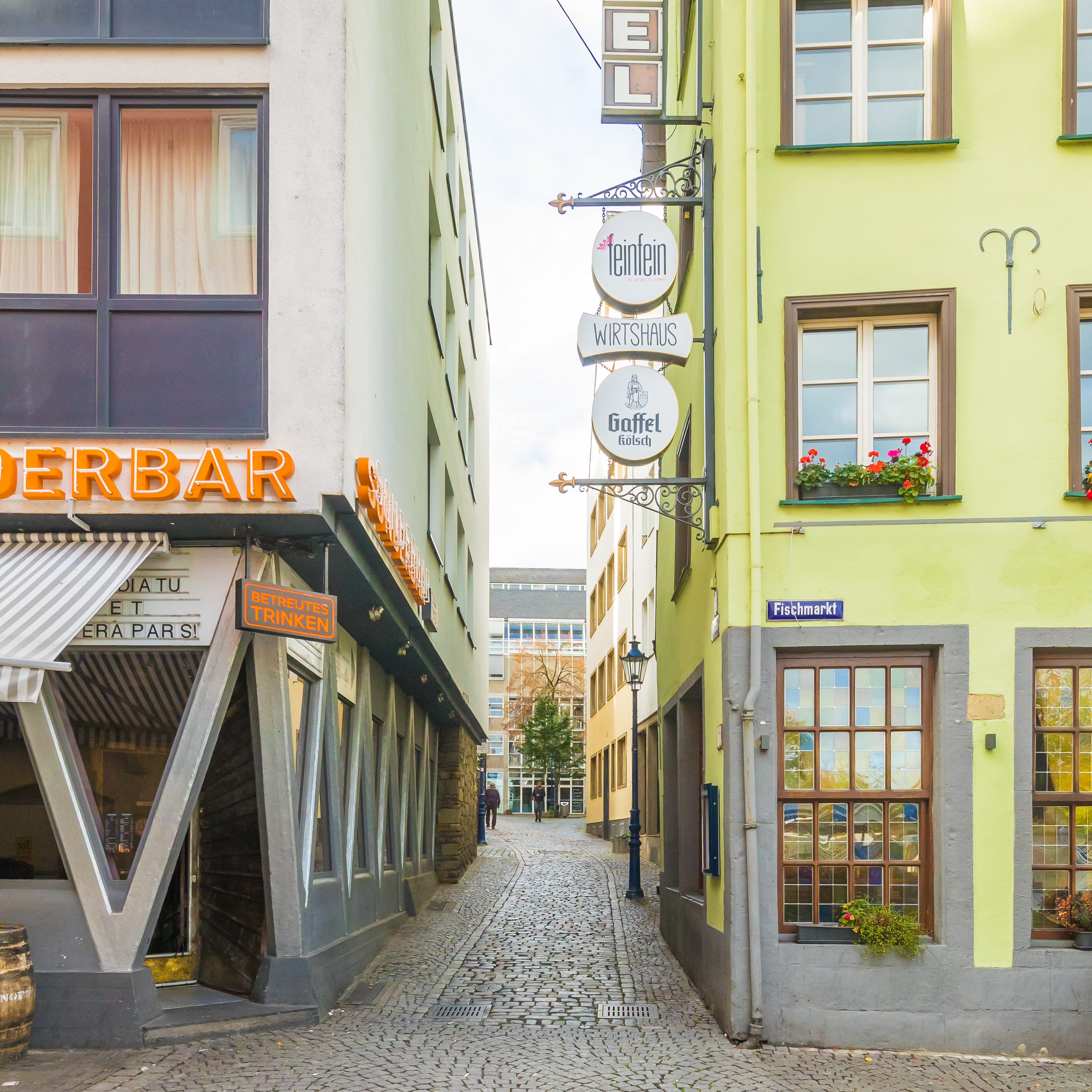
Вход в Линтгассе со стороны Рыбного рынка
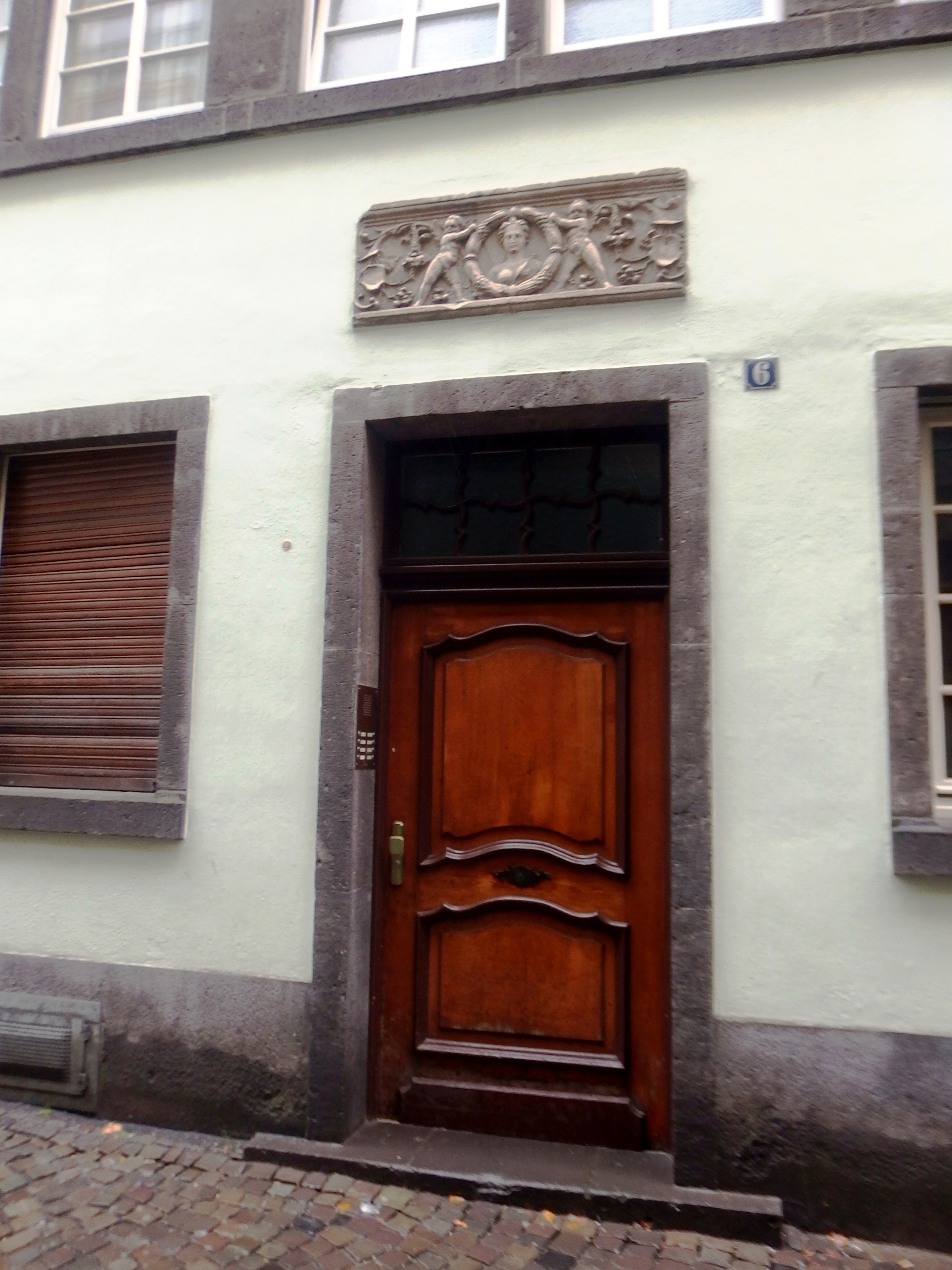
Линтгассе, 6